# Kharut Kangri
Der Kharut Kangri ist ein Berg im Karakorum an der pakistanisch-chinesischen Grenze.

## Lage und Gipfel
Im Norden trennt der 5925 m hohe Gebirgspass Skyang La (Windy Gap) den eigentlichen Kharut Kangri vom Skyang Kangri. Der eigentliche Kharut Kangri besitzt drei Gipfel: Kharut Kangri III (Nordgipfel) (6806 m oder 6760 m ⊙), Kharut Kangri I (Hauptgipfel) (6913 m) und Kharut Kangri II (Mittelgipfel) (6805 m ⊙). Südlich des Kharut Kangri II fällt der Bergkamm zum 6080 m hoch gelegenen (Vittorio) Sella-Pass ab. Jenseits dieses Passes befindet sich die sogenannte Kharut-Pyramide (⊙) mit 6444 m. Der Bergkamm steigt weiter an zum 6942 m (oder 6934 m) hohen Südgipfel. Dieser gilt jedoch aufgrund einer Schartenhöhe von nur 402 m als ein Nebengipfel des südwestlich gelegenen Achttausenders Broad Peak.
Der Godwin-Austen-Gletscher strömt entlang der Nordwestflanke des Kharut Kangri. An seiner Nordostflanke liegt der Kharutgletscher, im Osten der Nördliche Gasherbrumgletscher.

## Besteigungsgeschichte
Im Jahr 2005 waren der Haupt- und der Südgipfel des Kharut Kangri noch unbestiegen.